# Maria Muldaur
Maria Muldaur, geboren als Maria Grazia Rosa Domenica D'Amato (Greenwich Village, 12 september, 1943) is een Amerikaanse jazz-, blues-, country en folkzanger.

## Biografie
De in een muzikale familie van Italiaanse afkomst geboren Maria Muldauer werd al vroeg blootgesteld aan vele muzikale invloeden, die haar naar een vroeg rock-'n-roll-stadium tijdens de schooltijd naar de folkmuziek in Greenwich Village van de vroege jaren 1960 leidden. Na eerste optredens met plaatselijke bands als de Even Dozen Jug Band en vioolles bij Doc Watson in North Carolina verhuisde de zangeres naar Cambridge (Massachusetts), een andere folk- en protestvesting van de toenmalige tijd, waar ze haar toekomstige echtgenoot en folkzanger Geoff Muldaur ontmoette, die lid was van de Jim Kweskin Jug Band. Hun gezamenlijke dochter Jenni werd geboren. Bovendien ontstonden meerdere gezamenlijke lp's.
Echter in 1972 eindigde de samenwerking en ook het huwelijk en Maria Muldaur begon met haar solocarrière. Ze werd een veelzijdige folk-, country-, jazz- en blueszangeres, die in de loop van haar carrière invloeden van talrijke belangrijke muzikanten had verwerkt. Haar eerste solo-lp Maria Muldaur werd in 1973 een succes met de hit Midnight At The Oasis.

## Discografie
- 1973: Maria Muldaur
- 1974: Waitress in a Donut Shop
- 1976: Sweet Harmony
- 1978: Southern Winds, met het nummer Cajun Moon
- 1979: Open Your Eyes
- 1980: Gospel Nights
- 1982: There Is Love
- 1983: Sweet and Slow
- 1985: Live in London
- 1986: Transblucency (Uptown)
- 1988: Gospel Night

- 1992: Louisiana Love Call (Black Top Records)
- 1992: On the Sunny Side
- 1994: Meet Me at Midnite, (Black Top Records)
- 1995: Jazzabelle
- 1996: Fanning the Flames
- 1998: Swingin' in the Rain
- 1998: Southland of the Heart
- 1999: Meet Me Where They Play the Blues
- 2000: Maria Muldaur's Music for Lovers
- 2001: Richland Woman Blues
- 2002: Animal Crackers in My Soup: The Songs of Shirley Temple

- 2003: A Woman Alone with the Blues
- 2004: Love Wants to Dance
- 2004: Sisters & Brothers (met Eric Bibb en Rory Block)
- 2006: Heart of Mine - Love Songs of Bob Dylan
- 2007: Naughty, Bawdy, And Blue
- 2008: Yes We Can!
- 2009: Good Time Music for Hard Times (Maria Muldaur & Her Garden of Joy)
- 2010: Jug Band Music for Kids (Maria Muldaur's Barnyard Dance)
- 2011: Steady Love
- 2012: … First Came Memphis Minnie … A Loving Tribute
- 2018: Don’t You Feel My Leg: The Naughty Bawdy Blues of Blue Lu Barker

- Bibliothèque nationale de France: cb14007394d (data)
- Gemeinsame Normdatei: 134845064
- International Standard Name Identifier: 0000 0001 1436 345X
- Library of Congress Control Number: n82010460
- MusicBrainz: 3aeb9e89-4fc3-46f4-a5a8-cf6c1b7e66a0
- Nationale Bibliotheek van Tsjechië: xx0000741
- Nationale Bibliotheek van Israël: 987007452772205171
- Nederlandse Thesaurus van Auteursnamen: 071028196
- SNAC: w6sb8czj
- Système universitaire de documentation: 244099170
- Virtual International Authority File: 207809
- WorldCat: E39PBJyWTQTyJD6bKjFbVKWJjC